# Монастырь Святого Антония (Копривница)
Францисканский монастырь святого Антония Падуанского (хорв. Franjevački samostan sv. Antuna Padovanskog) — католический францисканский монастырь в Хорватии в городе Копривница. Основан в 1290 году, нынешняя церковь была возведена в 1685 году, современный комплекс монастырских зданий построен в 1923—1924 годах. Включен в перечень культурных ценностей Республики Хорватии (код P-4382)

## История
Францисканский монастырь в Копривнице был основан около 1290 года, то есть в том же веке, в котором появился и сам орден св. Франциска. Монастырь входил в Печскую кустодию ордена. Монастырская церковь была освящена первоначально во имя святого Иакова, затем во имя Непорочного зачатия Девы Марии.
В XIV веке монастырь пострадал от военных действий, был восстановлен на средства королевы Елизаветы, однако в XV веке постепенно пришёл в упадок и был покинут монахами. Во второй половине XVII века францисканская община Копривницы была восстановлена, в 1668 году была построена деревянная церковь. В 1675—1680 годах было построено новое каменное здание монастыря, а к 1685 году завершено строительство монастырской церкви, которая как и весь монастырь получила имя святого Антония Падуанского. Позднее к церкви были пристроены две капеллы: капелла Лоретанской Богоматери с южной стороны воздвигнута в 1692 году (разрушена во время землетрясения 1778 года), капелла Святого Спасителя построена в 1744 году.
В 1778 году монастырь пострадал от землетрясения, а в период наполеоновских войн от использования в качестве казармы французскими солдатами. В XIX веке был отреставрирован, но новое землетрясение 1880 года причинило зданиям монастыря большой ущерб. В 1923—1924 годах пришедшие в негодность жилые строения монастыря были разрушены, а на их месте построены новые, так что в комплексе монастырских зданий к XVII веку принадлежит только церковь.

## Современное состояние
Копривницкий монастырь — действующий францисканский монастырь, церковь открыта для посещения туристами. С 1983 года монахи из обители св. Антония окормляют ряд приходов в деревнях в окрестностях Копривницы.
Алтарь капеллы св. Спасителя и декоративная решётка, отделяющая капеллу от церкви принадлежат к числу достопримечательностей барочного стиля.